# Yorke Peninsula
Die Yorke-Halbinsel (englisch Yorke Peninsula) ist eine große Landzunge an der Westküste des australischen Bundesstaates South Australia zwischen dem Spencer-Golf und dem Gulf Saint Vincent und etwa 150 km von Adelaide entfernt. Die Yorke Peninsula ist etwa 200 km lang und 50 km breit und ähnelt der Form eines Fußes.
Die Halbinsel ist dünn besiedelt. Zu den wichtigsten Orten gehören die Minenstädte Kadina, Moonta und Wallaroo an der Copper Coast im Nordwesten, die Landwirtschaftszentren Maitland und Minlaton im zentralen Bereich und Yorketown im Süden der Halbinsel sowie die Badeorte Ardrossan und Edithburgh an der Ostküste. Im äußersten Südwesten der Halbinsel, die ein beliebtes Wochenend-Ausflugsziel von Familien aus Adelaide ist, liegt der Innes-Nationalpark.

## Geschichte
Die Halbinsel wurde von dem Entdeckungsreisenden Matthew Flinders nach dem britischen Politiker Charles Philip Yorke benannt. Er setzte sich dabei gegen den Franzosen Nicolas Baudin durch, sie Cambaceres Peninsula nennen wollte.
Vor der Besiedelung durch die Europäer um das Jahr 1840, war die Halbinsel Heimat des Aborigine-Stammes der Narungga, die dort als Nomaden lebten und vom Fischfang und der Jagd lebten. Auch heute noch leben ein paar Ureinwohner dieses Stammes auf der Halbinsel, unterstützt von der Narungga Aboriginal Progress Association in Maitland.
Fast alle Küstenstädte besitzen eine eigene Seebrücke, die in der Vergangenheit dazu genutzt wurden, um Güter und Waren per Dampfschiff zu transportieren. Heute werden die Seebrücken hauptsächlich noch zum Angeln genutzt, da durch den Ausbau der Straßen auf der Halbinsel die meisten Waren per LKW transportiert werden.

## Wirtschaft
Auf der Yorke-Halbinsel wird viel Getreide, besonders Gerste, angebaut. Da die Halbinsel über keine Eisenbahnverbindung verfügt, wird das Getreide auf dem Seeweg verfrachtet. Die wichtigsten Häfen hierfür befinden sich in Port Giles, Wallaroo und Ardrossan, wobei dieser Hafen auch zur Verfrachtung von Dolomitgestein von der nahe gelegenen Mine der Firma OneSteel genutzt wird.